# Tyłtele
Tyłtele (lit. Tiltelis) – wieś na Litwie, w okręgu uciańskim, w rejonie wisagińskim.
Inna nazwa to Tiłtelis.

## Historia
W dwudziestoleciu międzywojennym zaścianek leżał w Polsce, w województwie nowogródzkim (od 1926 w województwie wileńskim), w powiecie brasławskim (od 1926 w powiecie święciańskim), w gminie Dukszty.
Według Powszechnego Spisu Ludności z 1921 roku zamieszkiwało tu 11 osób, wszystkie były wyznania rzymskokatolickiego i zadeklarowały litewską przynależność narodową. Było tu 1 budynek mieszkalny. W 1931 zamieszkiwało tu 9 osób w 1 budynku.
Miejscowość należała do parafii rzymskokatolickiej w Duksztach. Podlegała pod Sąd Grodzki w Święcianach i Okręgowy w Wilnie; właściwy urząd pocztowy mieścił się w Duksztach.